# Казальцево
Каза́льцево (рос. Казальцево) — присілок у складі Каргасоцького району Томської області, Росія. Входить до складу Новоюгинського сільського поселення.

## Населення
Населення — 19 осіб (2010; 25 у 2002).
Національний склад (станом на 2002 рік):
- росіяни — 92 %